# Gigi e Andrea

Da sinistra: Gigi Sammarchi e Andrea Roncato in Se tutto va bene siamo rovinati

Gigi e Andrea è un duo comico italiano composto dagli attori bolognesi Gigi Sammarchi e Andrea Roncato.

## Storia
Esordiscono in un locale bolognese, il Club 37, verso la metà degli anni settanta.
Partecipano in Rai 1 nel 1978 allo spettacolo legato alla Lotteria Italia Io e la Befana, insieme a Raimondo Vianello e Sandra Mondaini, dopo avere esordito , l'anno prima in TV nella trasmissione A modo mio, condotta da Memo Remigi.
Nel 1980 sono nel cast del programma televisivo di Rai 2 C'era due volte, diretto da Enzo Trapani; nello stesso anno, il duo esordisce al cinema, seppur in ruoli differenti, nel film a episodi Qua la mano, di Pasquale Festa Campanile.
Nel 1981 prendono parte al programma condotto da Loretta Goggi, Hello Goggi, primo varietà di Canale 5. Nel 1983 partecipano al varietà televisivo Premiatissima, lo show del sabato sera condotto da Johnny Dorelli.
Nel 1986 partecipano a Grand Hotel, insieme a Massimo Boldi, Franco Franchi e Ciccio Ingrassia, Massimo Ciavarro e Carmen Russo.
Nel 1987 partecipano a Festival, condotto da Pippo Baudo e Lorella Cuccarini, a cui partecipavano anche comici come Zuzzurro e Gaspare.
Nel 1988 arriva la serie tv di successo Don Tonino con Manuel De Peppe e Vanessa Gravina.

## Filmografia

Gigi e Andrea in Acapulco, prima spiaggia... a sinistra

### Cinema
- Qua la mano, regia di Pasquale Festa Campanile (1980)
- I camionisti, regia di Flavio Mogherini (1982)
- Acapulco, prima spiaggia... a sinistra, regia di Sergio Martino (1983)
- Se tutto va bene siamo rovinati, regia di Sergio Martino (1984)
- L'allenatore nel pallone, regia di Sergio Martino (1984)
- Mezzo destro mezzo sinistro - 2 calciatori senza pallone, regia di Sergio Martino (1985)
- I pompieri, regia di Neri Parenti (1985)
- Il lupo di mare, regia di Maurizio Lucidi (1987)
- Rimini Rimini, regia di Sergio Corbucci (1987)
- Tango blu, regia di Alberto Bevilacqua (1987)

### Televisione
- Doppio misto, regia di Sergio Martino (1985) - film TV
- Don Tonino, regia di Fosco Gasperi - serie TV (1988-1990)

### Programmi televisivi
- A modo mio (Rete 1, 1977)

Gigi e Andrea in compagnia di Lara Orfei

- Io e la Befana (Rete 1, 1978-1979)
- Domenica in (Rete 1, 1978-1979)
- C'era due volte (Rete 2, 1980)
- Tutto compreso (Rete 2, 1981)
- Hello Goggi (Canale 5, 1981)
- Premiatissima (Canale 5, 1983)
- Risatissima (Canale 5, 1984)
- Gigi e Andrea due comici in a...scesa (Rai 3, 1984)
- Supersanremo 1985 (Italia 1, 1985)
- Grand Hotel (Canale 5, 1986)
- Festival (Canale 5, 1987-1988)
- Sabato al circo (Canale 5, 1989-1990)
- Star 90 (Rete 4, 1990) Giudici
- Bellissime (Canale 5, 1990)
- Benvenuta Telecinco (Canale 5, 1990)
- Risate di Capodanno (Canale 5, 1990)
- Bellezze al bagno (Canale 5, 1991)
- Il ficcanaso (Rete 4, 1991)
- Luna di miele (Rai 1, 1992)
- Il TG delle vacanze (Canale 5, 1992)
- Risate di cuore (Canale 5, 1993)
- Ma mi faccia il piacere (Canale 5, 1993)
- Le cose buone della vita (Italia 7, 1994)
- Regalo di Natale (Canale 5, 1995)
- Stupido Hotel (Rai 2, 2003)[1]

## Premi
- 2002 - Premio alla Carriera, conferito a Gigi e Andrea durante il Festival del Cabaret di Martina Franca